# Colin Campbell Cooper

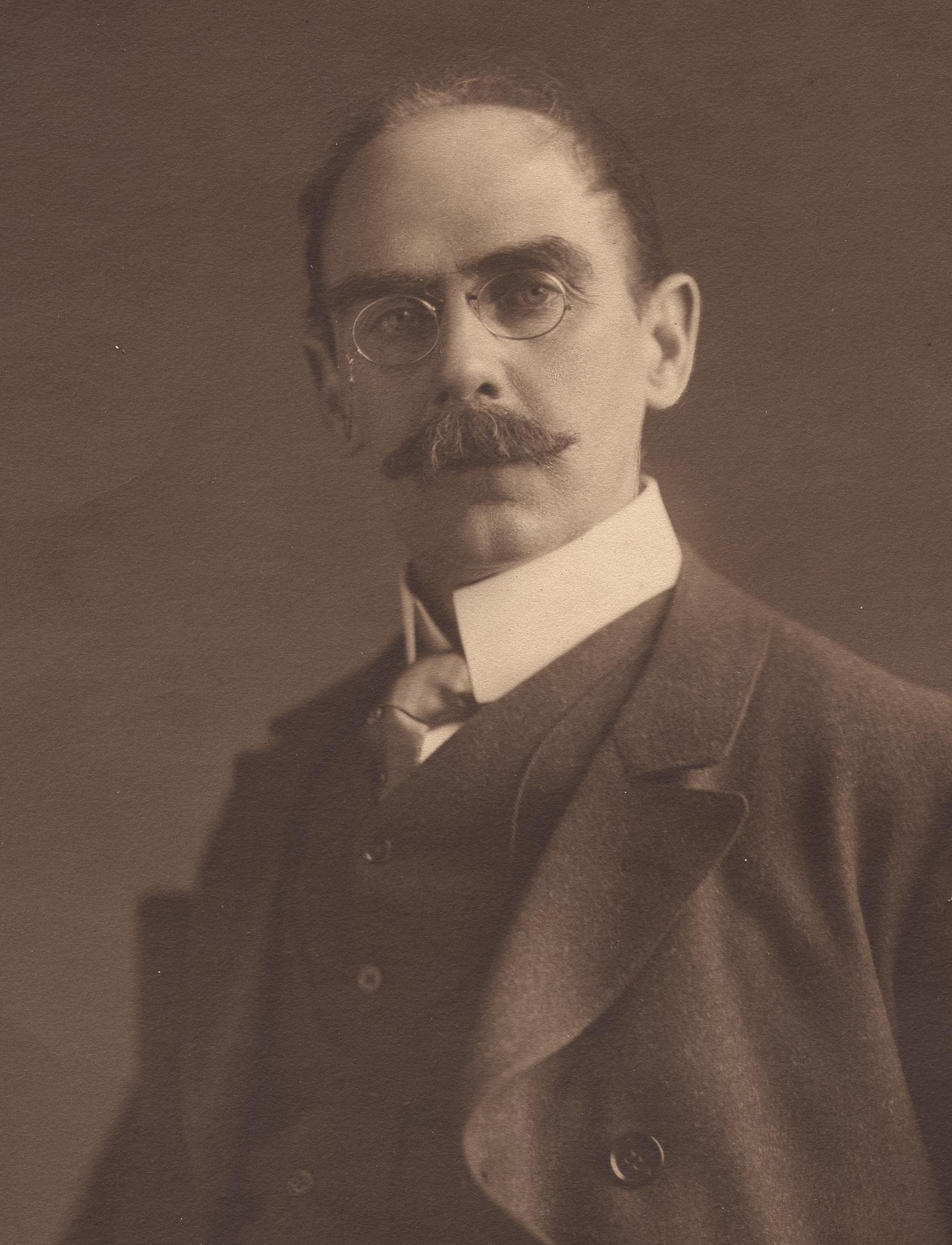
Colin Campbell Cooper, um 1905

Colin Campbell Cooper (* 8. März 1856 in Philadelphia; † 6. November 1937 in Santa Barbara, Kalifornien) war ein amerikanischer Impressionist, der bekannt war für seine Architekturmalerei, vor allem für Gemälde von Wolkenkratzern in New York City, Chicago und Philadelphia. Außerdem für seine Landschafts-, Interieur- und Porträtmalerei, die er auf Reisen durch Europa und Asien schuf. Neben der Malerei war er auch als Lehrer und Schriftsteller tätig. Seine erste Frau, Emma Lampert Cooper, war ebenfalls eine hoch angesehene Malerin.

## Herkunft und Ausbildung
Als Sohn einer wohlhabenden englisch-irischen Familie wurde Cooper im März 1856 in der Großstadt Pennsylvania geboren. Er hatte jeweils vier ältere, sowie vier jüngere Geschwister. Seine Mutter Emily Williams Cooper, deren Vorfahren in die USA aus Weymouth emigrierten, war eine Amateurmalerin im Bereich Aquarell. Als Chirurg und Anwalt war Coopers Vater Colin Campbell Cooper, wessen Großvater aus Derry übersiedelte, tätig, der ein großes Interesse an Kunst zeigte. Cooper entdeckte sein Interesse an der Kunst nach dem Besuch der Centennial Exhibition. Seine Eltern unterstützten seine Ambitionen und ermutigten ihn, Künstler zu werden.
Im Jahr 1879 schrieb sich Colin Campbell Cooper an der Pennsylvania Academy of the Fine Arts ein, um dort ein dreijähriges Studium in Kunst unter dem umstrittenen Maler Thomas Eakins zu beginnen. 1886 unternahm Cooper seine erste Auslandsreise in die Niederlande, Belgien, sowie in die französische Region Bretagne. Nach den Auslandsreisen setzte er von 1886 bis 1890 seine Kunstausbildung an der Académie Julian in Paris fort mit Henri Lucien Doucet, William-Adolphe Bouguereau und Jules Joseph Lefebvre. Des Weiteren studierte er an der Académie Delécluse, sowie der Académie Vitti. Seine Werke der Ausbildungszeit sind hauptsächlich Landschaftsgemälde, die in einer Barbizon-Weise gemalt wurden. Er reiste während seines ganzen Lebens ausgiebig, skizzierte und malte Szenen aus Europa, Asien und den Vereinigten Staaten in Aquarell und Öl.

## Leben und Arbeit

### Philadelphia und New York

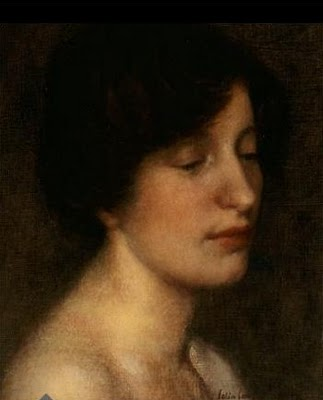
Portrait of Emma Lampert Cooper von Colin Campbell Cooper, um 1897

Zurück in Philadelphia lehrte Cooper von 1895 bis 1898 Aquarell- und Architekturmalerei am Drexel Institute of Art, Science and Industry, der heutigen Drexel University. Viele Bilder von Cooper wurden 1896 bei einem Brand in den Hazeltine Galleries in Philadelphia zerstört. Infolgedessen existieren heute relativ wenig seiner frühen Arbeiten.

Während seiner Zeit an der Drexel University verbrachte er seine Sommer im Ausland, vor allem in der niederländischen Künstlerkolonie Laren in Nordholland und in Dordrecht in Südholland. Unter den anderen Künstlern in Dordrecht zu dieser Zeit traf er die renommierte Malerin Emma Lampert Cooper aus Rochester. Sie und Cooper heirateten in Rochester am 9. Juni 1897. 1898 kehrte das Paar für einige Jahre nach Europa zurück. Während dieser Zeit, als Cooper architektonische Wahrzeichen malte, entwickelte er den impressionistischen Stil, den er für den Rest seiner künstlerischen Karriere beibehielt.

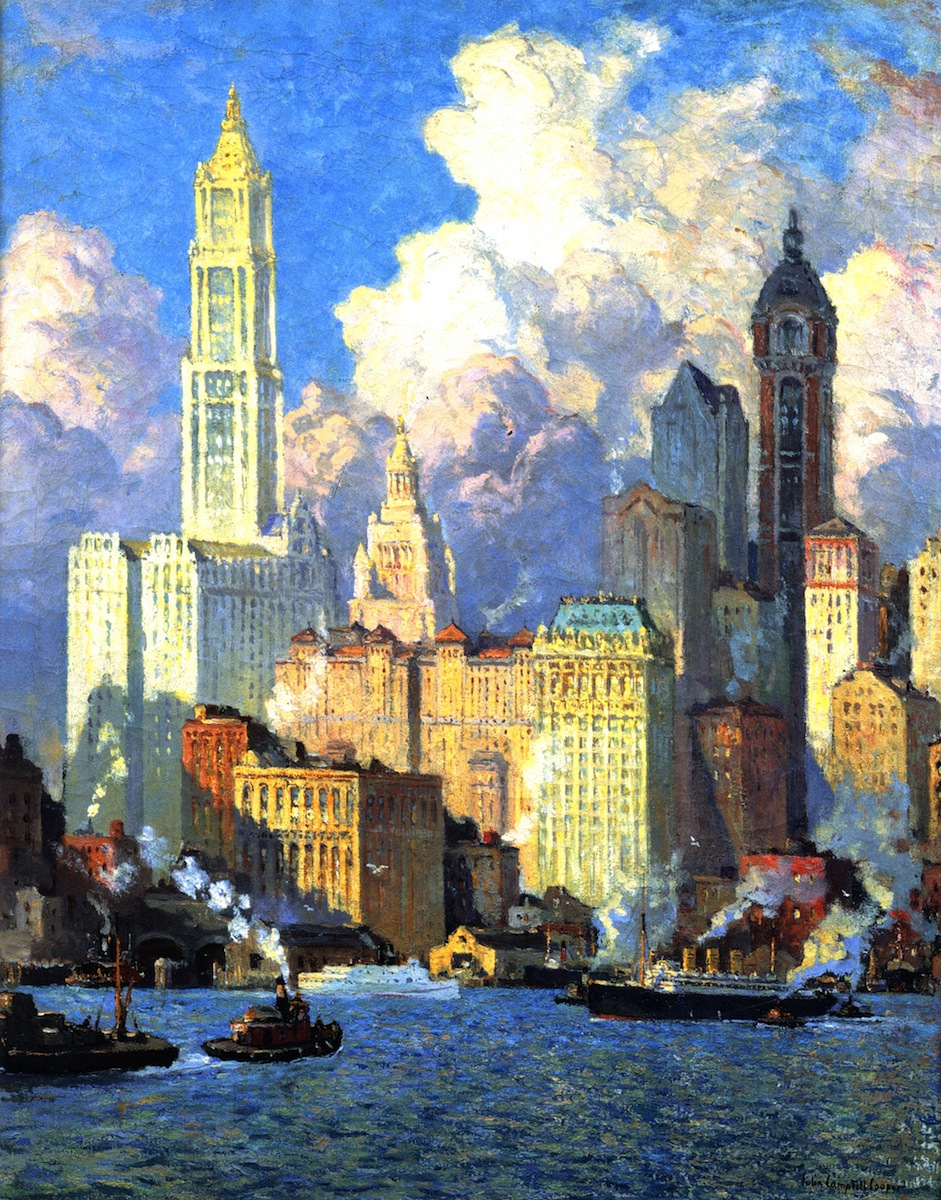
Hudson River Waterfront, N. Y. C., 1913 bis 1921

Cooper und seine Frau stellten zusammen in mehreren Ausstellungen aus, darunter im Mai 1902 im Philadelphia Art Club und 1915 in der Memorial Art Gallery in Rochester. Sie zogen gemeinsam 1904 nach New York City, wo er bis 1921 bis auf viele Reisen blieb. Hier setzte er die Arbeit an seinen berühmten Wolkenkratzer-Gemälden fort, welche er etwa zwei Jahre zuvor in Philadelphia begonnen hatte. Cooper sagte, dass er „sehr interessiert an den Wolkenkratzern in der Broad Street war. Es war sehr interessant, das verrückte Verschwinden dieser seltsamen aufragenden Strukturen in der Herrlichkeit der richtigen Art von Licht zu beobachten“. Er sagte, dass das Gemälde, das ihm zuerst großen Erfolg brachte, das 1902 gemalte Broad Street, New York war; 1903 wurde dieses Gemälde mit dem W. T. Evans Award des New York Watercolor Club geehrt. In einem anderen Interview äußerte er, „einer der Punkte, der mich am meisten an dieser Ansicht der Broad Street beeindruckt, ist der dramatische Kontrast zwischen den alten, niedrigen Gebäudetypen […] und den großen Wolkenkratzern. Meine Bilder sind auf diesen Kontrasten aufgebaut.“
1911 führte die The New York Times Cooper als den Künstler auf, der moderne, aufragende Strukturen auf Leinwand am besten festhielt, als „den Wolkenkratzer-Künstler Amerikas schlechthin“. In einem Artikel im folgenden Jahr gab sie an, dass er „eine der interessantesten Figuren der amerikanischen Kunst“ sei und wiederholte, dass „er auf seinem Gebiet keinen ihm Überlegenen hat“. Neben New York City zeigen seine Gemälde oft Wolkenkratzer in Philadelphia und Chicago.
Coopers Gemälde Fifth Avenue, New York, wurde von der französischen Regierung für das Musée du Luxembourg erworben. Eine solche Ehre war für einen amerikanischen Künstler ziemlich selten. Kritiker damals und heute vergleichen häufig die Arbeiten von Cooper mit denen von Childe Hassam. Sie wurden oft als die zwei ikonischsten Künstler bezeichnet, deren Bilder einen Trend antraten, die Wunder der modernen Stadt zu feiern, insbesondere New York City. Cooper hat vermutlich bestimmte Themen absichtlich vermieden, um sich von Hassam zu unterscheiden. Hassam, im Gegensatz zu Cooper, konzentrierte sich nicht auf die hohen Gebäude in seinen Stadtlandschaften.
Cooper war kompetent in Aquarellmalerei wie in Ölmalerei. Oft kreierte er eine kleine Aquarellskizze, bevor er ein größeres Werk desselben Themas in Öl malte. Aber die kleineren Aquarelle waren nicht bloße Skizzen für seinen eigenen Gebrauch; sie waren fertige Stücke, die er ausstellte, manchmal Jahre früher als die größeren entsprechenden Ölgemälde, die er daraufhin produzierte. Cooper wurde 1912 in eine prestigeträchtige Mitgliedschaft in der National Academy of Design gewählt.

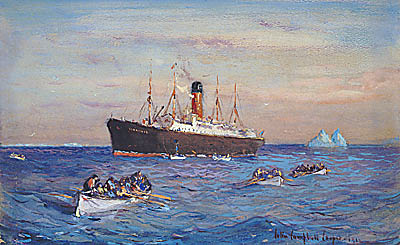
Rescue of the Survivors of the Titanic by the Carpathia, 1912

Er und seine Frau waren an Bord der Carpathia während ihrer Rettungsmission für die Überlebenden der versunkenen Titanic am 15. April 1912. Er half bei den Bemühungen und während der Rettungsaktion schuf er mehrere Gemälde, die die Ereignisse dokumentieren. Die Coopers gaben ihre Schiffskabine auf, so dass einige der Überlebenden Schlafplätze hatten.

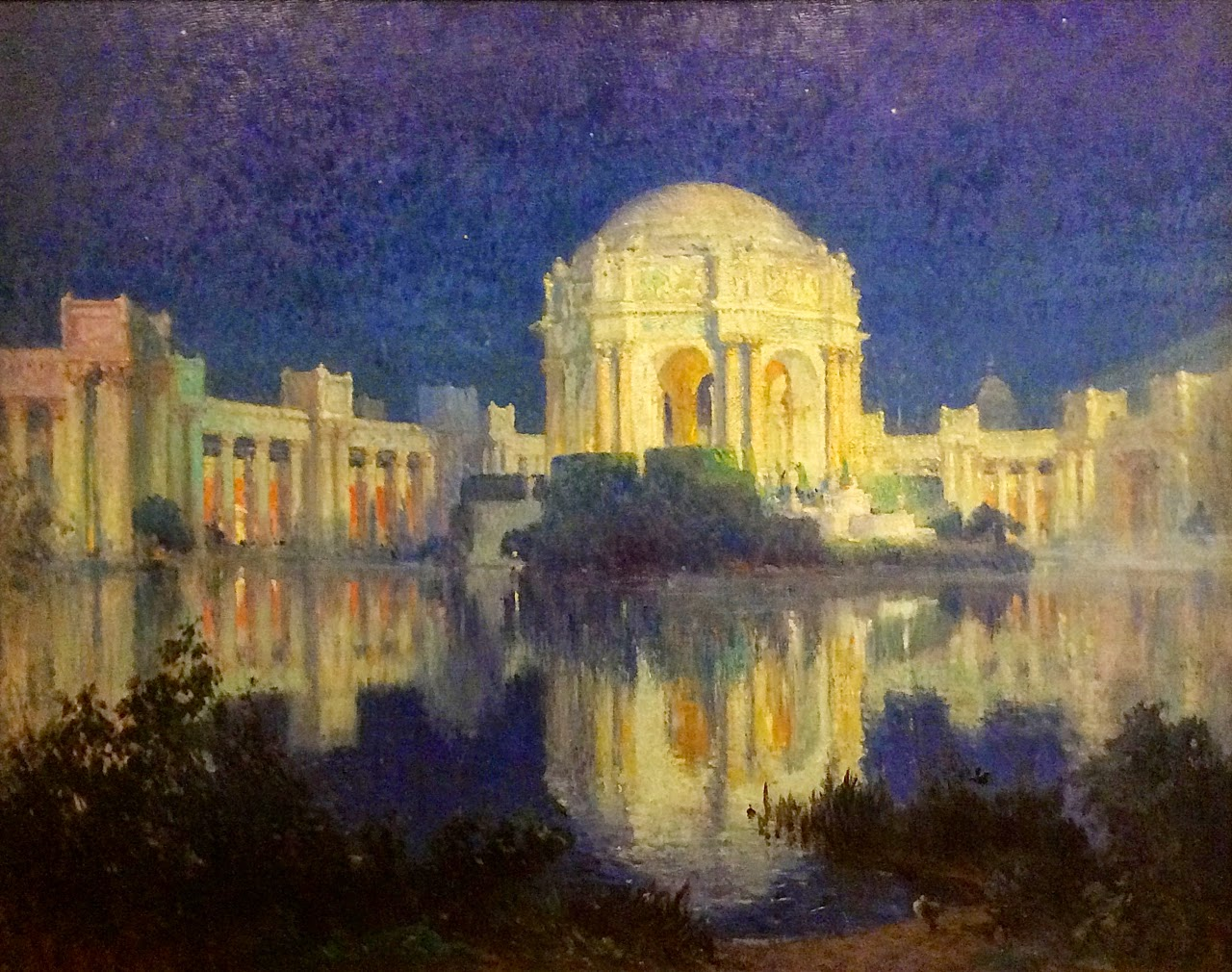
Palace of Fine Arts, San Francisco, um 1915

Cooper stellte in San Francisco während der Panama-Pacific International Exposition von 1915 aus, wofür er die Goldmedaille für Öl und die Silbermedaille für Aquarell erhielt. Während dieser Zeit schuf er eine Reihe von Gemälden, die die Gebäude der Ausstellung einschließlich des Palace of Fine Arts darstellten. Er nahm auch an der Panama–California Exposition in San Diego im Jahre 1916 teil. Die Coopers verbrachten den Winter von 1915 bis 1916 in Los Angeles. Dieses Mal jedoch in Südkalifornien, was zweifellos ein Schlüsselfaktor in Coopers späterer Entscheidung war, sich dort dauerhaft aufzuhalten. Seine Frau Emma verstarb am 30. Juli 1920 an Tuberkulose.

### Santa Barbara
Nach dem Tod seiner Frau zog Cooper im Januar 1921 nach Santa Barbara im Bundesstaat Kalifornien. Santa Barbara war für den Rest seines Lebens seine Heimat, neben zwei Jahren in Nordeuropa und Tunesien. Er wurde Dekan der Malerei an der Santa Barbara Community School of Arts.

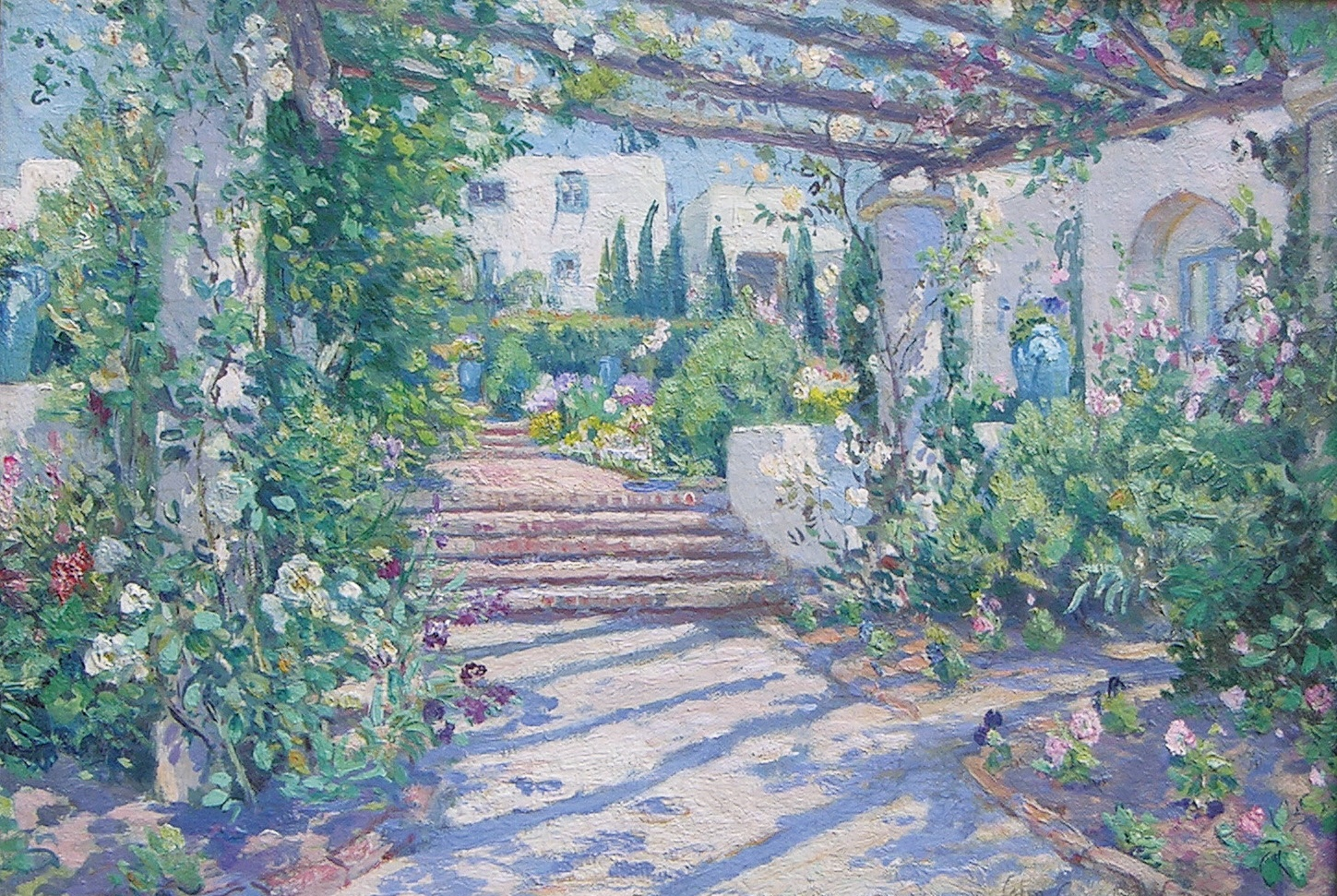
Terrace at Samarkand Hotel, um 1923

Cooper sagte über seine neue Umgebung: „Ich finde Santa Barbara so förderlich für die Dinge, die ein Maler am meisten ersehnt – Klima, Blumen, Berge, Meerblick usw. – mit einem Gemeinschaftsinteresse an allen Arten von künstlerischen Angelegenheiten, dass ich zu einem gewissen Grad entschädigt bin für die Isolierung von diesem künstlerischen Universum von Amerika.“ Aber er hatte dieses „künstlerische Universum von Amerika“, New York City, nicht aufgegeben, da er nach seinem Umzug noch weitere zehn Jahre lang ein Atelier dort unterhielt neben dem in Kalifornien.
Ein weiterer Aspekt seiner Kreativität zeigte sich ab Mitte der 1920er Jahre, als er, vielleicht beeinflusst von der großen Liebe seines Vaters zur Literatur begann, Theaterstücke und Bücher zu schreiben. Seine Stücke wurden in den 1920er und 1930er Jahren aufgeführt in Theatern in Pasadena, Redlands und Santa Fe sowie in dem von ihm gegründeten Theater The Strollers in Santa Barbara. Neben den Theaterstücken schrieb er Romane, illustrierte Bücher und schrieb eine Autobiografie mit dem Titel In These Old Days.
Im April 1927 heiratete er seine zweite Frau in Arizona, Marie Henriette Frehsee. Cooper fuhr fort, zu reisen und malte weiter, bis er durch sein abnehmendes Sehvermögen daran gehindert wurde. Er starb in Santa Barbara am 6. November 1937 im Alter von 81 Jahren. 1938 würdigte die Faulkner Memorial Art Gallery in Santa Barbara das Erbe Coopers, indem sie eine Gedenkausstellung seiner Arbeit präsentierte.

## Ausstellungen

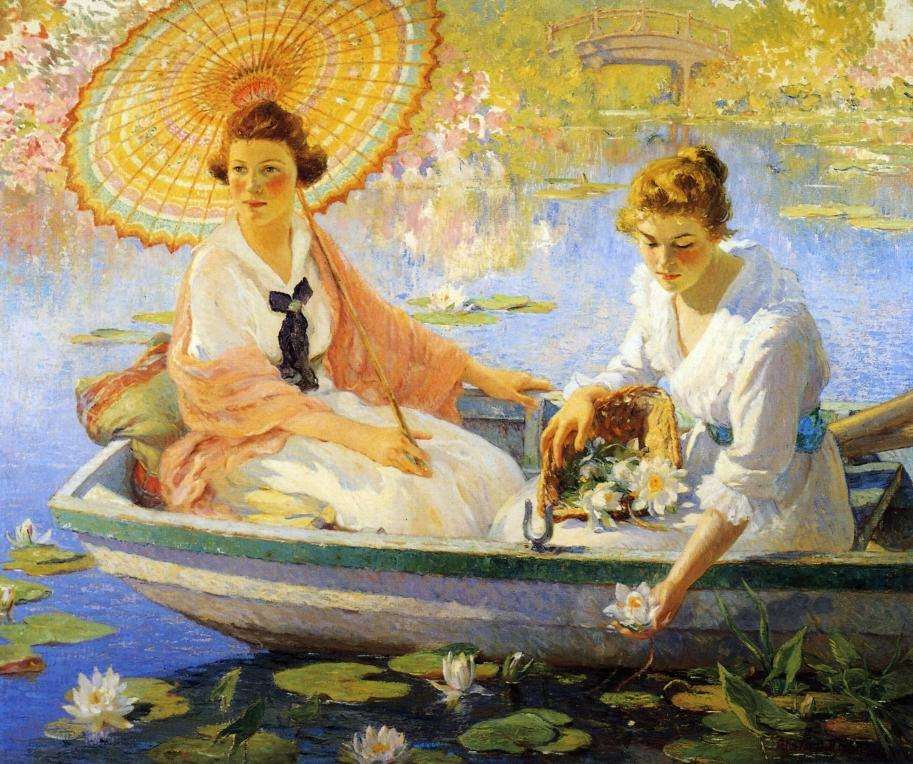
Summer, 1918

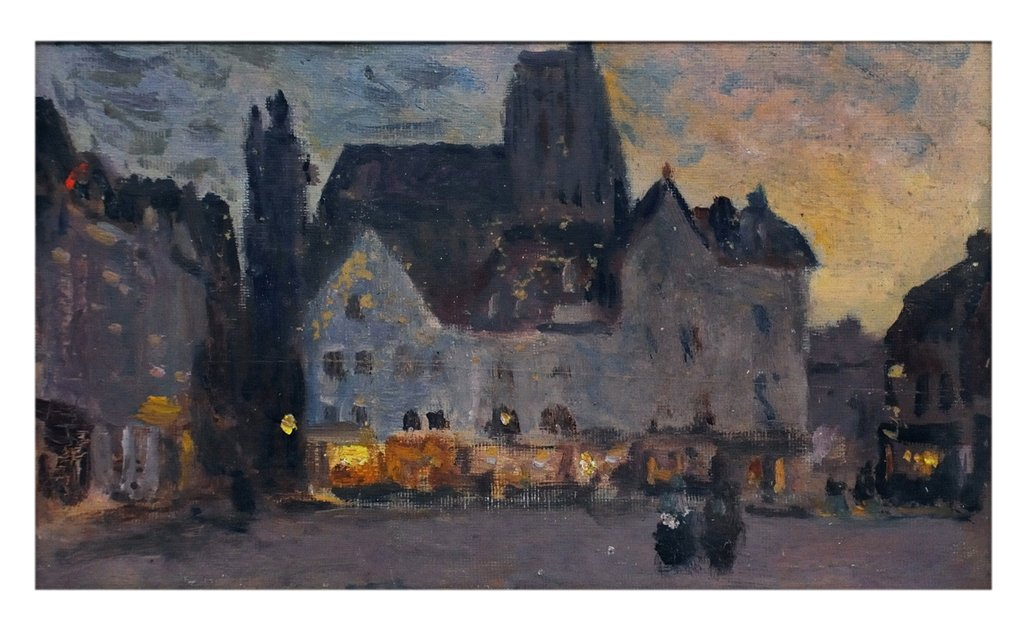
Nocturnal Town Square a.k.a. European Plaza. Öl auf Leinwand, James Hansen Santa Barbara, 1981. Privatsammlung.

### Einzelausstellungen (Auswahl)
- 1924 bis 1925: Fine Arts Gallery, San Diego Museum of Art
- 1925: Stendahl Art Galleries, Los Angeles
- 1927: Ainslie Galleries, Los Angeles
- 1927: Friday Morning Club, Los Angeles
- 1934: Faulkner Memorial Art Gallery, Santa Barbara
- 1938: Memorial Exhibition, Faulkner Memorial Art Gallery, Santa Barbara
- 1981: An Exhibition of Paintings by Colin Campbell Cooper, Santa Barbara
- 2003: Sullivan Goss Gallery, Santa Barbara[31]
- 2006: East Coast/West Coast and Beyond: Colin Campbell Cooper, American Impressionist, Heckscher Museum of Art, New York City → Laguna Art Museum, Laguna Beach
- 2010: Santa Barbara Historical Museum, Santa Barbara